# N'ssi N'ssi
Albums de Khaled
Khaled
(1992) Sahra
(1996)
Singles
1. Serbi Serbi
Sortie : 1993
2. Chebba
Sortie : 1993
3. N’ssi N’ssi
Sortie : 1994
4. Bakhta
Sortie : 1995

N’ssi N’ssi est le 2ème album du chanteur algérien Khaled. L’album a été produit à Don Was et le producteur français Philippe Eidel. Il a été enregistré aux États-Unis, en Angleterre et en France. Il comprend les chansons "N’ssi N’ssi", "Chebba" et "Abdel Kader", qui sont parmi les plus célèbres de Khaled, et "Alech Taadi" qui a été utilisé dans le film Le Cinquième Élément du réalisateur français Luc Besson. Les paroles sont en arabe à l'exception de quelques mots français occasionnels. L'album a été certifié disque d’or en ayant été vendu 100 000 fois. Aux États-Unis, l'album est sorti chez Cohiba/Mango/Island Records/PolyGram Records. En 2005, Universal Music a autorisé l'album à sortir au Royaume-Uni et aux États-Unis chez Wrasse Records.

## Liste des titres
| 1.    | Serbi Serbi | Khaled                              | Khaled, Don Was                                               | 6:18 |
| 2.    | Kebou       | Khaled                              | Philippe Eidel                                                | 4:53 |
| 3.    | Adieu       | Khaled, Mustapha Kada               | Khaled, Mustapha Kada, Don Was,                               | 5:34 |
| 4.    | Chebba      | Ahmed Zergui, Khaled, Safy Boutella | Khaled, Mustapha Kada, Safy Boutella, Don Was, Philippe Eidel | 5:39 |
| 5.    | Les ailes   | Khaled                              | Philippe Eidel                                                | 4:54 |
| 6.    | Alech Taadi | Khaled                              | Philippe Eidel                                                | 4:09 |
| 7.    | Bakhta      | Khaled                              | Philippe Eidel                                                | 5:11 |
| 8.    | N’ssi N’ssi | Khaled, Mustapha Kada               | Don Was, Philippe Eidel                                       | 3:30 |
| 9.    | Zine A Zine | Khaled                              | Philippe Eidel                                                | 4:44 |
| 10.   | Abdel Kader | Khaled, Mustapha Kada               | Khaled, Mustapha Kada, Don Was, Philippe Eidel, Richard Evans | 6:08 |
| 11.   | El Marsem   | Khaled                              | Laurent Guéneau                                               | 4:58 |
| 48:58 |             |                                     |                                                               |      |

## Clips vidéo
- 1993 : Serbi Serbi
- 1993 : Chebba
- 1994 : N’ssi N’ssi
- 1995 : Bakhta

## Certifications
| Pays     | Certification           | Ventes certifiées |
| -------- | ----------------------- | ----------------- |
| France   | Or                      | 100 000           |
| Belgique | Disque de certification |                   |